# Réduction monoélectronique
Une réduction monoélectronique est une réaction d'oxydo-réduction organique impliquant le transfert d'un électron d'un métal vers un composé organique. Elle sert à différencier les vraies réductions organiques des autres réductions, comme les réactions de transfert d'hydrure qui impliquent des espèces à doublet électronique. 
Le premier intermédiaire des réductions monoélectroniques est souvent un anion radicalaire qui subit ensuite d'autres réactions secondaires. Dans la réduction de Birch, la réaction secondaire est la déprotonation radicalaire d'un alcool.

## Exemples
La réduction d'un alcyne en alcène dans un mélange liquide ammoniac/sodium suit le même schéma : le premier intermédiaire anion radicalaire capture un proton de l'ammoniac et le transforme en radical. Un second transfert monoélectonique produit un anion, qui va alors déprotoner l'alcène neutre.
On observe aussi des réductions monoélectroniques dans les réactions dites de couplage réductif :
- dans la réaction de Wurtz, deux intermédiaires radicaux se dimérisent  par une réaction de couplage;
- de la même façon, l'acétone est convertie en pinacol par un amalgame de magnésium dans la réaction de couplage du pinacol;
- la condensation acyloïne couple deux acides carboxyliques en α-hydroxycétone.

Dans la réduction de Clemmensen des cétones en alcanes par un amalgame de zinc, l'ntermédaire est un carbénoïde organo-zingué. 
Des molécules riches en électron, telle que le tétrakis(diméthylamino)éthylène (TDAE) sont des agents réducteurs efficaces capable de générer un anion à partir d'un halogénure d'alkyle tel que le 5-chlorométhyl-6-nitrobenzo[1,3]dioxole :
Le potentiel de réduction monoélectronique d'une molécule peut servir à déterminer son affinité électronique ; par exemple, le potentiel de réduction monoélectronique du dioxygène permet d'obtenir la valeur de 1,07(1) eV.